# 大文山大學社會責任聯盟
大文山大學社會責任聯盟（英語：Wenshan Consortium of University Social Responsibility），簡稱文山聯盟，為臺灣的大學聯盟之一，該聯盟以臺北市文山區地方創生為發展主軸，共計有8所位於該區的成員學校參與

## 沿革
2020年10月30日，時任華梵大學校長李天任宣布，將與政大等6校共組大學聯盟推動文山區的地方創生計畫
2021年10月29日，8所位於台北市文山區的大專校院正式締約成立「大文山大學社會責任聯盟」。

## 成員學校
|   | 學校             | 創校時間                              |
| - | ---------------- | ------------------------------------- |
| 1 | 國立政治大學     | 1927年（南京建校） 1954年（在臺復校） |
| 2 | 世新大學         | 1956年                                |
| 3 | 華梵大學         | 1990年                                |
| 4 | 中國科技大學     | 1965年                                |
| 5 | 景文科技大學     | 1990年                                |
| 6 | 東南科技大學     | 1970年                                |
| 7 | 國立臺灣戲曲學院 | 1957年                                |
| 8 | 臺灣警察專科學校 | 1945年                                |

## 批評
7校宣布籌組文山聯盟後遂引發社會熱議，除了政大學生表示擔心學歷貶值，國立政治大學學生會聲明更指出，文山聯盟未經校內民主討論及審議程序，很難理解聯盟的用意和必要性。政大校方對此回應，籌組聯盟係為執行教育部的高等教育深耕計畫，仍在構想階段，且僅止「地方創生」計畫，並無涉及類似臺灣聯合大學系統的結盟與合作關係。